# Bach: Ein Weihnachtswunder
Pour plus de détails, voir Fiche technique et Distribution.
Bach: Ein Weihnachtswunder est un téléfilm germano-autrichien réalisé par Florian Baxmeyer et sorti en 2024.
Le film est une évocation de la vie de Jean-Sébastien Bach, spécialement axée sur l'année 1734, lorsque Bach composait son célèbre Oratorio de Noël et avait l'opposition du conseil municipal de Leipzig pour avoir écrit une musique vaniteuse et lascive. Cependant, soutenu par sa famille, il parvient à terminer cette œuvre magistrale.

## Synopsis
En décembre 1734, Noël réunit la famille de musiciens Bach à Leipzig. Là, les enfants Gottfried et Elisabeth rencontrent les demi-frères aînés Friedemann et Emanuel. Anna Magdalena, dite Magdalena, la seconde épouse de Jean-Sébastien Bach, soutient son mari afin qu'il puisse se consacrer à sa mission de rapprocher les hommes du divin à travers sa musique.
L'oratorio de Noël devrait être terminé à temps. Le conseiller municipal Adrian Stieglitz et le surintendant accusent Bach de vanité ; Le musicien est depuis longtemps une épine dans leur pied et ils craignent que de la musique « opératique » ne soit à nouveau entendue dans l'église Saint-Thomas. Johann Sebastian Bach espère devenir un compositeur de la cour de Dresde avec cet oratorio et attend le soutien de tous les membres de sa famille. Finalement, le conseil municipal de Leipzig a interdit l’exécution de l’oratorio de Noël, mais Bach a continué à y travailler sans se laisser décourager.
Il y a des disputes répétées entre Johann Sebastian Bach et son fils Emanuel parce qu'il ne reçoit pas la reconnaissance souhaitée en tant que musicien de la part de son père et que Friedemann est préféré par son père. Alors qu'Emanuel accuse son père d'avoir esquivé les autorités communales et ecclésiastiques, il exige que son fils prenne enfin ses responsabilités, comme il le fait en tant que père de famille. Magdalena Bach et Emanuel parlent au conseiller municipal Stieglitz pour défendre Bach et son oratorio. Adrian Stieglitz apprend de son épouse Maria que des invités de la cour de Dresde sont arrivés, dont le directeur musical de la cour Johann Adolph Hasse, pour écouter l'oratorio composé par Bach.
Les tensions familiales pèsent lourd sur Gottfried, dix ans, et son père le renvoie stressé. Lorsqu'il n'y a aucune trace de Gottfried, sa mère craint qu'il ne soit perdu et qu'il puisse mourir de froid. Craignant pour son enfant, elle accuse alors son mari de maltraiter son entourage et lui avoue en même temps qu'elle est de nouveau enceinte. Elle lui fait comprendre à quel point elle a peur de perdre un autre enfant alors que le couple a déjà dû enterrer sept de leurs enfants en bas âge. Bach essaie de la calmer et l'implore de croire que tout sera différent à Dresde. Emanuel, le fils de Bach, est également sur le point de partir en raison d'une dispute en cours avec son père, mais il l'arrête et lui demande de chercher Gottfried avec lui et les membres de la chorale. Sebastian et Emanuel reviennent enfin avec Gottfried, à qui rien n'est arrivé.
Après que la famille ait donné ensemble un échantillon convaincant de l'oratorio, le conseiller municipal Stieglitz a donné l'autorisation pour la représentation. Sebastian Bach demande de l'aide à Emanuel car sans lui il ne pourrait pas terminer les travaux à temps. L'oratorio est finalement joué dans l'église comme prévu initialement sous la direction de Bach.
Au générique, il est mentionné, entre autres, que Jean-Sébastien Bach a reçu le titre de compositeur de cour deux ans plus tard, mais pas le poste qu'il désirait, et qu'il est resté à Leipzig avec son épouse Magdalena. Johann Christian Bach, connu comme « Londoner Bach » a été présenté au monde.

## Fiche technique
- Titre : Bach : Ein Weihnachtswunder
- Réalisation : Florian Baxmeyer
- Scénario : Christian Schnalke (de)
- Photographie : Sten Mende (de)
- Musique : Martina Eisenreich (de)
- Dates de sortie : 
  - Allemagne : 30 octobre 2024 (Biberacher Filmfestspiele (de))
  - Italie : 30 décembre 2024

## Distribution
- Devid Striesow : Jean-Sébastien Bach
- Verena Altenberger : Anna Magdalena Bach
- Ludwig Simon : Emanuel Bach
- Dominic Marcus Singer (de) : Friedemann Bach
- German von Beug : Gottfried Heinrich Bach
- Lotta Herzog (de) : Elisabeth Bach
- Thorsten Merten (it) : le maire Adrian Stieglitz
- Christina Große : Maria Stieglitz
- Victor Tahal : Christian Friedrich Henrici
- Daniel Christensen (de) : Johann Matthias Gesner
- Dominik Weber (de) : Johann Adolph Hasse
- Luise Aschenbrenner (de) : Sybilla Bose
- Felix Hellmann (de) : Carl Gotthelf Gerlach
- Christoph Luser (de) : directeur
- Sebastian Kowski (de) : vendeur d'arbres

## Production
Le tournage a eu lieu sous le titre provisoire Bach – Eine Weihnachtsgeschichte (Bach : Une histoire de Noël) du 24 janvier au 6 mars 2024 en Saxe, Saxe-Anhalt, Thuringe et Basse-Autriche. Le tournage a eu lieu à Weimar, Buttstädt, Merseburg ainsi qu'à Greillenstein (de) et Horn, entre autres. Un des lieux de tournage est le château de Greillenstein (de), où les prises de vue se déroulant dans l'appartement de la famille Bach ont été tournées. La scène de bar a émergé au château de Schrattenthal près de Hollabrunn et d'autres scènes ont été tournées dans la cathédrale de Mersebourg en février 2024.
Le film est produit par Eikon Media en coproduction avec la société autrichienne Epo-Film et a impliqué ARD Degeto, Mitteldeutsche, Bayerische et Österreichische Rundfunk. La production est soutenue par le Fonds des médias d'Allemagne centrale (MDM), FISAplus et RTR Medien.
La caméra est dirigée par Sten Mende (de) et Friederike Weymar est responsable du montage. La conception des costumes est de Veronika Albert, celle des décors est de Pierre Pfundt et le maquillage est de Michaela Payer. Marion Elisabeth Rossmann est conseillère en écologie et Teresa Hager coordinatrice de l'intimité.
Devid Striesow a pris 20 kilos pour incarner Johann Sebastian Bach. Le rôle d'Emanuel Bach est joué par le propre fils de Striesow, Ludwig Simon.
Le Thomanerchor Leipzig, sous la direction d'Andreas Reize, et l'organiste Johannes Lang ont été engagés pour la musique. La claveciniste Elina Albach et son Ensemble Continuum ont apporté leur soutien instrumental. Bernhard Schrammek a fourni des conseils avisés et Martina Eisenreich (de) a conçu la musique du film.
Miriam Feuersinger, en tant que soprano, a prêté sa voix chantante à Verena Altenberger et donc au personnage d'Anna Magdalena. Verena Altenberger a fait appel à la musicologue d'Augsbourg Susanne Wosnitzka pour ses conseils d'expert personnels.

### Lieux de tournage
- Allemagne : en Thuringe à Weimar et Buttstädt et, en Saxe-Anhalt, à Merseburg
- Autriche : en Basse-Autriche à Greillenstein (de) (château de Greillenstein (de)) et Horn